# Bronisław Batsch
Bronisław Alfred Batsch (ur. 24 czerwca 1888 w Stryju, zm. ?) – pułkownik żandarmerii Wojska Polskiego.

## Przebieg służby
Urodził się 24 czerwca 1888 w Stryju, ówczesnym mieście powiatowym Królestwa Galicji i Lodomerii  jako syn Jakuba. W roku szkolnym 1899/1900 uczęszczał do I klasy C. K. Gimnazjum w Stryju. Był zawodowym oficerem c. i k. Armii. W latach 1907–1918 pełnił służbę w pułku piechoty nr 41 w Czerniowcach. W latach 1912–1913 wziął udział w mobilizacji sił zbrojnych Monarchii Austro-Węgierskiej, wprowadzonej w związku z wojną na Bałkanach. W czasie I wojny światowej walczył w szeregach swojego pułku. W czasie służby w c. i k. armii awansował na kolejne stopnie w korpusie oficerów piechoty: kadeta–zastępcy oficera (1 września 1907), podporucznika (1 maja 1910), porucznika (1 maja 1910) i kapitana (1 maja 1917).
15 września 1919 został przeniesiony z 11 pułku piechoty do Żandarmerii Polowej. W styczniu 1920 w Wilnie objął dowództwo nad oddziałem żandarmerii polowej Okręgu Etapu „Wilno”, który liczył 20 oficerów i 1141 żandarmów, i obejmował swym zasięgiem osiem powiatów: Troki, Wilno, Nowogródek, Oszmiany, Święciany, Wilejka, Dzisna, Nowoaleksandrowsk. Dowódcy oddziału podporządkowana była również Szkoła Żandarmerii Polowej i kompania obławcza. 19 lipca oddział przemianowany został na oddział żandarmerii polowej Etapu 1 Armii. W tym samym miesiącu przenosi się kolejno ze swym oddziałem do Grodna, Sokółki, Białegostoku, Łap, Zambrowa, Serocka. 30 lipca 1920 został zatwierdzony z dniem 1 kwietnia 1920 w stopniu majora, w Korpusie Żandarmerii, w grupie oficerów byłej armii austro-węgierskiej. 11 sierpnia oddział podzielony został na: oddział żandarmerii polowej Okręgu Etapu 1 Armii pod dowództwem rotmistrza Bronisława Batscha i oddział żandarmerii polowej Okręgu Etapu 5 Armii pod dowództwem rotmistrza Pinkasa. Oddział rotmistrza Batscha liczył 12 oficerów (jednym z nich był ppor. Teofil Ney) oraz 764 podoficerów i szeregowców. 25 sierpnia oddział przeformowany został na I dywizjon żandarmerii polowej etapowej złożony z trzech szwadronów i plutonu sztabowego. 28 sierpnia dywizjon został rozformowany, a rotmistrz Batsch objął dowództwo V dywizjonu żandarmerii polowej etapowej w Nasielsku. Także ten pododdział został zlikwidowany (10 października), a rotmistrz Batsch wyznaczony został na dowódcę III dywizjonu żandarmerii polowej etapowej w Grodnie. Dowódcy dywizjonu podporządkowane były cztery szwadrony (nr 18–21), a od listopada pięć (nr 22).
Po zakończeniu wojny z bolszewikami objął dowództwo 9 dywizjonu żandarmerii wojskowej, który 7 lipca 1921 został przemianowany na 3 dywizjon żandarmerii w Grodnie, i sprawował je do 14 czerwca 1922. 3 maja 1922 został zweryfikowany w stopniu majora ze starszeństwem z dniem 1 czerwca 1919 i 7. lokatą w korpusie oficerów żandarmerii. 6 lipca tego roku stanął na czele 2 dywizjonu żandarmerii w Lublinie. 1 marca 1923 został przeniesiony do 10 dywizjonu żandarmerii w Przemyślu na stanowisko dowódcy dywizjonu. 3 maja 1926 został mianowany podpułkownikiem ze starszeństwem z dniem 1 lipca 1925 i 1. lokatą w korpusie oficerów żandarmerii. W grudniu 1929 został wyznaczony na stanowisko dowódcy 9 dywizjonu żandarmerii w Brześciu. Na tym stanowisku pozostał do II wojny światowej. Na stopień pułkownika został mianowany ze starszeństwem z dniem 19 marca 1939 i 1. lokatą w korpusie oficerów żandarmerii.
27 września 1939, w czasie kampanii wrześniowej, gen. bryg. Franciszek Kleeberg mianował go zastępcą komisarza cywilnego Michała Gnoińskiego. Po kapitulacji Samodzielnej Grupy Operacyjnej „Polesie” dostał się do niewoli niemieckiej. W niewoli pozostawał do 1945. Był jeńcem Oflagu VII A Murnau (numer jeniecki 16003) .

## Ordery i odznaczenia
- Krzyż Kawalerski Orderu Odrodzenia Polski (11 listopada 1937)[23]
- Złoty Krzyż Zasługi (24 maja 1929)[24]
- Krzyż Zasługi Wojskowej 3 klasy z dekoracją wojenną i mieczami (Austro-Węgry)[5]
- Brązowy Medal Zasługi Wojskowej Signum Laudis z mieczami na wstążce Krzyża Zasługi Wojskowej (Austro-Węgry)[5]
- Krzyż Wojskowy Karola (Austro-Węgry)[5]
- Krzyż Jubileuszowy Wojskowy (Austro-Węgry)[5]
- Krzyż Pamiątkowy Mobilizacji 1912–1913 (Austro-Węgry)[5]